# Boris Hüttenbrenner
Boris Hüttenbrenner, né le 23 septembre 1985 à Mautern in Steiermark, est un footballeur autrichien. Il évolue au Wolfsberger AC au poste de milieu défensif.

## Biographie
Boris Hüttenbrenner joue plus de 200 matchs en première division autrichienne.
Avec le club du Wolfsberger AC, il joue quatre matchs en Ligue Europa lors de la saison 2015-2016.